# USS Green Bay (LPD-20)
El USS Green Bay (LPD-20) es un LPD (landing platform dock) de la clase San Antonio en servicio con la Armada de los Estados Unidos. Entró en servicio activo en 2009. Su nombre refiere a la ciudad de Green Bay, Wisconsin.

## Historial de servicio

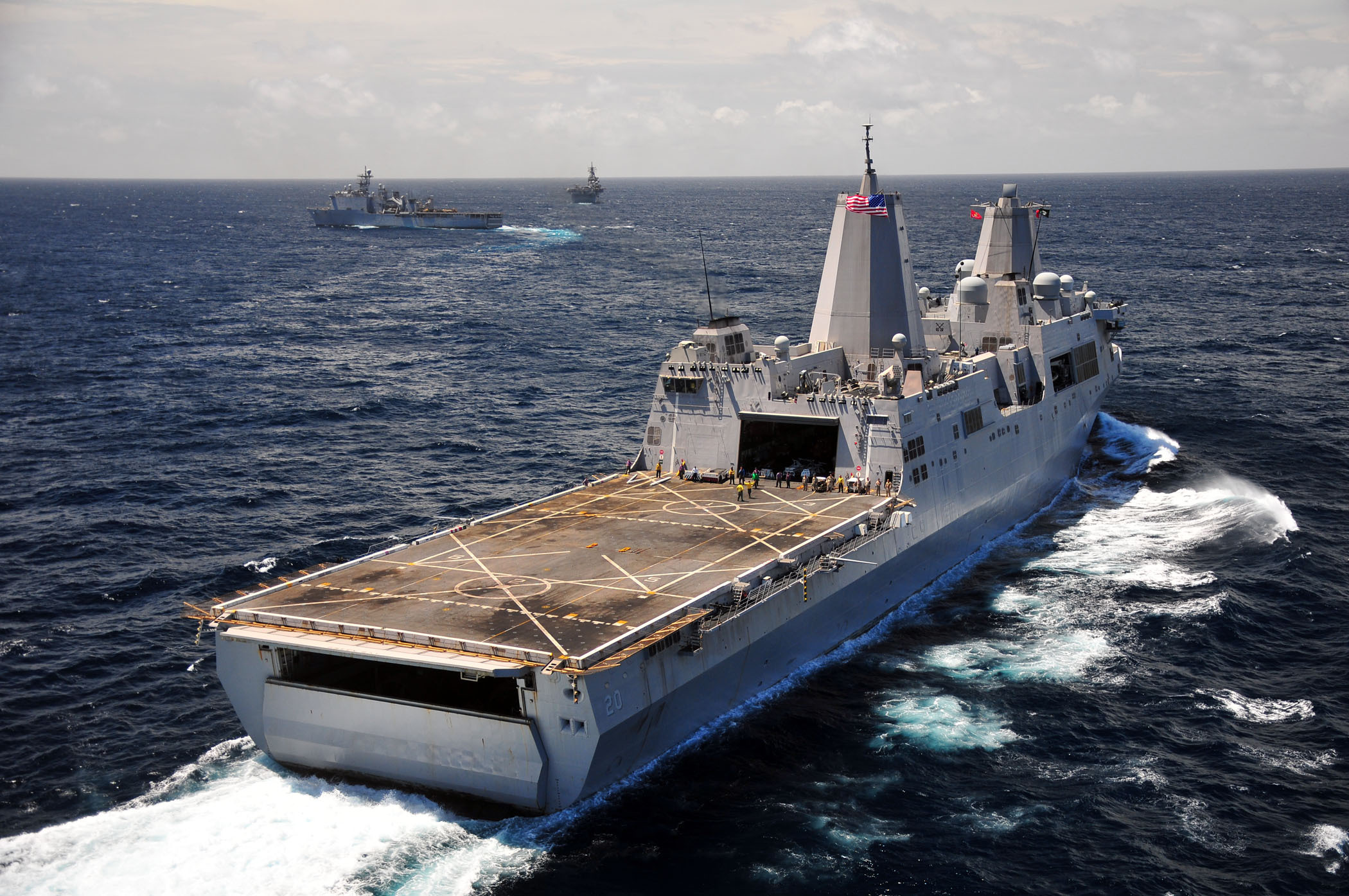
El USS Green Bay navegando en el año 2011.

El 5 de agosto de 2017, un MV-22 Osprey del Cuerpo de Marines de los Estados Unidos golpeó al Green Bay después de despegar del USS Bonhomme Richard. Posteriormente, el helicóptero se estrelló en Shoalwater Bay, en la costa este de Australia. 23 personas fueron rescatadas y se confirmó la muerte de tres.
En mayo de 2022, el USS Green Bay formó parte del grupo anfibio del USS America en Sasebo.